# وزارت دادگستری (بحرین)
وزارت دادگستری یک وزارتخانه در دولت بحرین است که کمی پس از استقلال بحرین در ۱۹۷۱ میلادی تاسیس شد. این وزارت ضمن حفظ ارتباط با شورای عالی قضایی و کلیه دستگاه‌های ذی‌ربط در سیستم دادگستری و اجرای قانون، بر کلیه جنبه‌های اداری مربوط به سیستم دادگستری در کشور نظارت دارد. در سال ۲۰۰۵ به دلیل وظیفهٔ اضافه شده برای تنظیم و نظارت بر وابستگی‌های سیاسی، نام این وزارتخانه به وزارت دادگستری، امور اسلامی و موقوفات تغییر یافت. تمام اعضای آل خلیفه عضو قوه قضائیه هستند. خالد بن علی بن عبدالله آل خلیفه رییس فعلی این وزارت و همچنین کمیسیون انتخابات است.